# Svjetsko dvoransko prvenstvo u lacrosseu 2003.
1. svjetsko prvenstvo u dvoranskom lacrosseu (engleski: World Indoor Lacrosse Championships) se održalo Hamiltonu, Kitcheneru, Mississaugi i Oshawi, sve u Ontariju, Kanada, u svibnju 2003. godine.

## Sudionici
Sudjelovale su momčadi Australije, Kanade, Češke, izabrani sastav Irokeskih naroda (Iroquois Nationals), Škotske i SAD-a.

## Rezultati

### Poredak nakon ligaškog dijela
| Svjetsko prvenstvo 2003. |    |    |    |         |     |
| Momčad                   | Ut | Pb | Pz | Pos:Pri | Bod |
| Kanada                   | 5  | 5  | 0  | 109: 29 | 10  |
| Iroquois Nationals       | 5  | 4  | 1  | 100: 52 | 8   |
| Škotska                  | 5  | 3  | 2  | 63: 69  | 6   |
| SAD                      | 5  | 2  | 3  | 75: 65  | 4   |
| Australija               | 5  | 1  | 4  | 39:102  | 2   |
| Češka                    | 5  | 0  | 5  | 29: 98  | 0   |

## Utješni krug
- 22. svibnja 2003.

Australija je pobijedila Češku 21:10

## Poluzavršnica
- 22. svibnja 2003.

Kanada je pobijedila SAD 17:9; Iroquois Nationals su pobijedili Škotsku 22:8.

## Za broncu
- 24. svibnja 2003.

SAD su pobijedile Škotsku 15:9

## Za zlato
- 24. svibnja 2003.

 Kanada -  Iroquois Nationals 21:4.

## Završni poredak
| Mj. | Momčad            |
| --- | ----------------- |
| 1.  | Kanada            |
| 2.  | Iroquis Nationals |
| 3.  | SAD               |
| 4.  | Škotska           |
| 5.  | Australija        |
| 6.  | Češka             |

| Osvajači Svjetskog prvenstva 2003. |
| ---------------------------------- |
| Kanada Prvi naslov                 |

## Vanjske poveznice
- Međunarodni lacrosseaški savez